# LMFAO
LMFAO var en amerikansk hip house, hiphop och EDM-duo som bildades 2006 i Los Angeles, Kalifornien. Duon bestod av musikproducenterna och rapparna Redfoo och SkyBlu. Deras namn LMFAO sägs vara en förkortning för "Laughing My Fucking Ass Off", men de säger att det numera betyder "Loving My Friends and Others". Egentligen skulle de heta "Sexy Dudes", men när SkyBlu berättade det för sin farmor över en internetchat så skrev hon "LMFAO". De kallade sin musikstil för Party Rock och deras musik handlar ofta om fester och alkohol. 
De är son och sonson till Berry Gordy, skivbolaget Motowns grundare.

## Diskografi
| Album                          | Singlar                        |
| ------------------------------ | ------------------------------ |
| (2009) Party Rock              | (2008) I'm In Miami Trick      |
| (2011) Sorry For Party Rocking | (2008) I'm In Miami Bitch      |
| ....                           | (2009) La La La                |
| ....                           | (2009) Shots                   |
| ....                           | (2009) Yes                     |
| ....                           | (2011) Party Rock Anthem       |
| ....                           | (2011) Champagne Showers       |
| ....                           | (2011) Sexy and I Know it      |
| ....                           | (2012) Sorry for Party Rocking |

## Karriär

### 2008–2009
Den 1 juli 2008 släppte LMFAO Party Rock EP på Itunes, och den 7 juli 2009 släpptes Party Rock. Albumet lade sig på plats 33 på Billboard 200 och plats två på Hot Dance Club Songs.
Deras första singel I'm in Miami Bitch som släpptes i december 2008 kom på plats 51 på Billboard Hot 100 och nummer 37 i Kanada.

### 2010–2012
Under 2010 medverkade de i David Guettas sång "Gettin' Over You", vilket blev en internationell hit som kom på topp tio i tio olika länder, varav tre på förstaplatsen. Den lade sig på plats 31 på USA:s Hot 100 och plats 12 i Kanada. Efter det spelade duon in sitt andra album Sorry for Party Rocking som släpptes den 17 juni 2011 i USA. Den första singeln albumet, "Party Rock Anthem" där den brittiska artisten Lauren Bennett medverkade, släpptes den 25 januari 2011 och blev listetta i Storbritannien. Den andra singeln från Sorry for Party Rocking, "Champagne Showers" med Natalia Kills som medverkande, släpptes den 27 maj 2011. Den tredje singeln, "Sexy and I Know It", släpptes den 3 oktober 2011 och nådde plats 1 på Itunes Charts Worldwide och även plats 1 på Australian och Canadian Hot 100. År 2011 hade LMFAO sin första turné i Asien, där de bland annat uppträdde i Singapore, Manila, Taipei och Kuala Lumpur.

## Utmärkelser
| År   | Utmärkelse                        | Kategori                            | Verk                                                    | Resultat   |
| ---- | --------------------------------- | ----------------------------------- | ------------------------------------------------------- | ---------- |
| 2010 | Grammy Awards                     | Best Dance/Electronica Album        | Party Rock                                              | nominerade |
| 2010 | Hip-Hop Nation Awards             | Best Rap Song with Group            | "Shots" featuring Lil Jon                               | nominerade |
| 2010 | Hip-Hop Nation Awards             | Best Rap Group                      | LMFAO                                                   | nominerade |
| 2010 | Hip-Hop Nation Awards             | Best New Artist                     | LMFAO                                                   | nominerade |
| 2011 | Hip-Hop Nation Awards             | Best Rap Record                     | "Party Rock Anthem" featuring Lauren Bennett & GoonRock | vann       |
| 2011 | Hip-Hop Nation Awards             | Best Rap Song with Group            | "Party Rock Anthem" featuring Lauren Bennett & GoonRock | nominerade |
| 2011 | Hip-Hop Nation Awards             | Best Rap Group                      | LMFAO                                                   | vann       |
| 2011 | Teen Choice Awards                | Choice Summer Song                  | "Party Rock Anthem" featuring Lauren Bennett & GoonRock | nominerade |
| 2011 | MTV Video Music Awards            | Best Choreography                   | "Party Rock Anthem" featuring Lauren Bennett & GoonRock | nominerade |
| 2011 | American Music Awards             | Favorite Pop/Rock Band/Duo/Group    | LMFAO                                                   | nominerade |
| 2011 | MTV European Music Awards         | Best New                            | LMFAO                                                   | nominerade |
| 2011 | MTV European Music Awards         | Best Push                           | LMFAO                                                   | nominerade |
| 2012 | People's Choice Awards            | Favorite Song of the Year           | "Party Rock Anthem" featuring Lauren Bennett & GoonRock | nominerade |
| 2012 | People's Choice Awards            | Favorite Music Video of the Year    | "Party Rock Anthem" featuring Lauren Bennett & GoonRock | nominerade |
| 2012 | NRJ Music Awards 2012             | International Group/Duo of the Year | "LMFAO"                                                 | vann       |
| 2012 | NRJ Music Awards 2012             | Favourite Music Video of the Year   | "Party Rock Anthem" featuring Lauren Bennett & GoonRock | vann       |
| 2012 | 2012 Kids' Choice Awards          | Favorite Music Group                | LMFAO                                                   | nominerade |
| 2012 | 2012 Kids' Choice Awards          | Favorite Song of the Year           | "Party Rock Anthem" featuring Lauren Bennett & GoonRock | vann       |
| 2012 | 2012 Juno Awards                  | International Album of the Year     | "Sorry for Party Rocking"                               | nominerade |
| 2012 | 2012 MTV Video Music Awards Japan | Best New Artist                     | "Party Rock Anthem" featuring Lauren Bennett & GoonRock |            |
| 2012 | 2012 MTV Video Music Awards Japan | Best Choreography                   | "Party Rock Anthem" Featuring Lauren Bennett & GoonRock |            |